# Hemipilia limprichtii
Hemipilia limprichtii är en orkidéart som beskrevs av Rudolf Schlechter. Hemipilia limprichtii ingår i släktet Hemipilia och familjen orkidéer. IUCN kategoriserar arten globalt som sårbar. Inga underarter finns listade i Catalogue of Life.